# AZVI

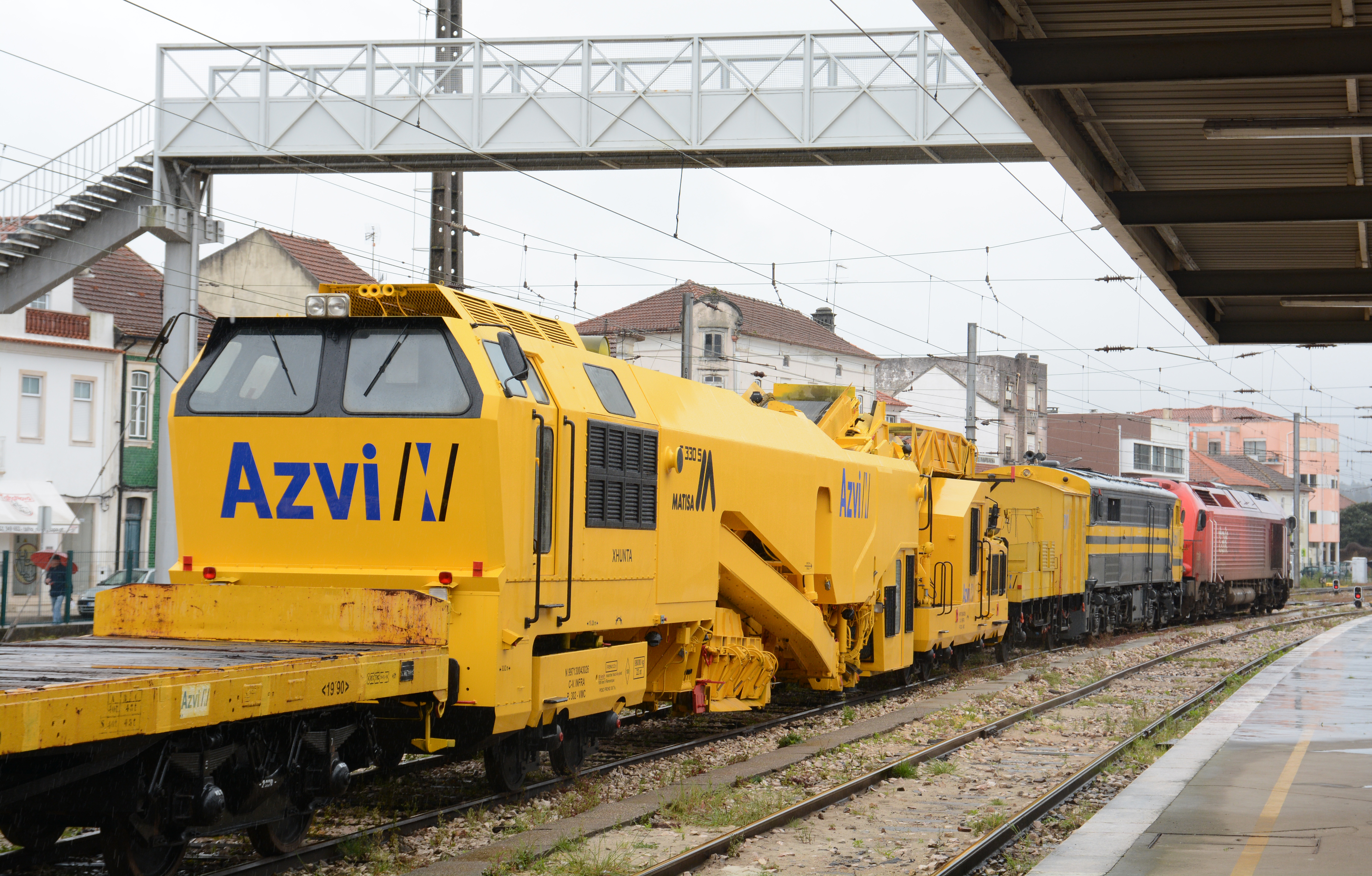
Bettungsreinigungsmaschine im Dienst von Azvi

Die Grupo de Empresas Azvi, S.L. mit Sitz in Sevilla ist eine spanische Firmengruppe. Die Ursprünge der Gruppe gehen bis ins Jahr 2001 zurück. Unter dem Namen AZVI ist sie seit 1988 aktiv.
Die Geschäftsfelder von AZVI sind:
- Bau (Kerngeschäft)
- Konzessionen (Cointer Concesiones, aktiv in Spanien und Lateinamerika)
- Schienengüterverkehr (Tracción Rail, ein spanisches Eisenbahnverkehrsunternehmen)
- Instandhaltung von Schienenfahrzeugen (Manfevias in Alcalá de Guadaíra)
- Immobilienentwicklung (Azvi Inmobiliaria)
- Reinigung und Umweltdienste (Azsuma)

Neben Spanien und Lateinamerika ist AZVI aktiv in Norwegen, Portugal, Rumänien, Serbien und Katar.
AZVI ist Mitglied im Industrieverband MAFEX.

## Projekte (Auswahl)
- Madrid Barajas Airport People Mover[1]
- Pajares-Tunnel an der Schnellfahrstrecke León–Asturias
- Feste Fahrbahn im Ulrikstunnel[2]
- Autopista AP-4/Autovía A-40 nördlicher Ring in Toledo

In den 2010er Jahren hat AZVI beim Bau der Zugbrücke Puente Cau Cau über den Río Cau-Cau in der chilenischen Stadt Valdivia die beiden beweglichen Tragwerkteile verkehrt herum montiert. Der Fehler konnte nicht korrigiert werden. Die halbfertige Brücke musste wieder abgerissen werden.